# Opanke

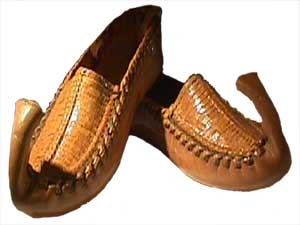
Traditionelle serbische Opanken mit Schnabel (mlat. pigaciae)

Die Opanke (serbokroat. опанак (opanak), bosn. opinci, mazed. опинок, bulg. цървул (опинок), rum. opincă, alb. opingë, ukr. opynka) ist ein mokassinartiger Schuh aus Leder und das traditionelle Schuhwerk der ländlichen Bevölkerung aller südosteuropäischen Ethnien.
Opanken sind mit den mittelalterlichen Bundschuhen und Schnabelschuhen verwandt. Das Wort hängt mit dem altkirchenslawischen Verb пѧти "spannen" zusammen und wird erstmals im 16. Jh. bei Mauro Vetrani erwähnt.

## Beschreibung

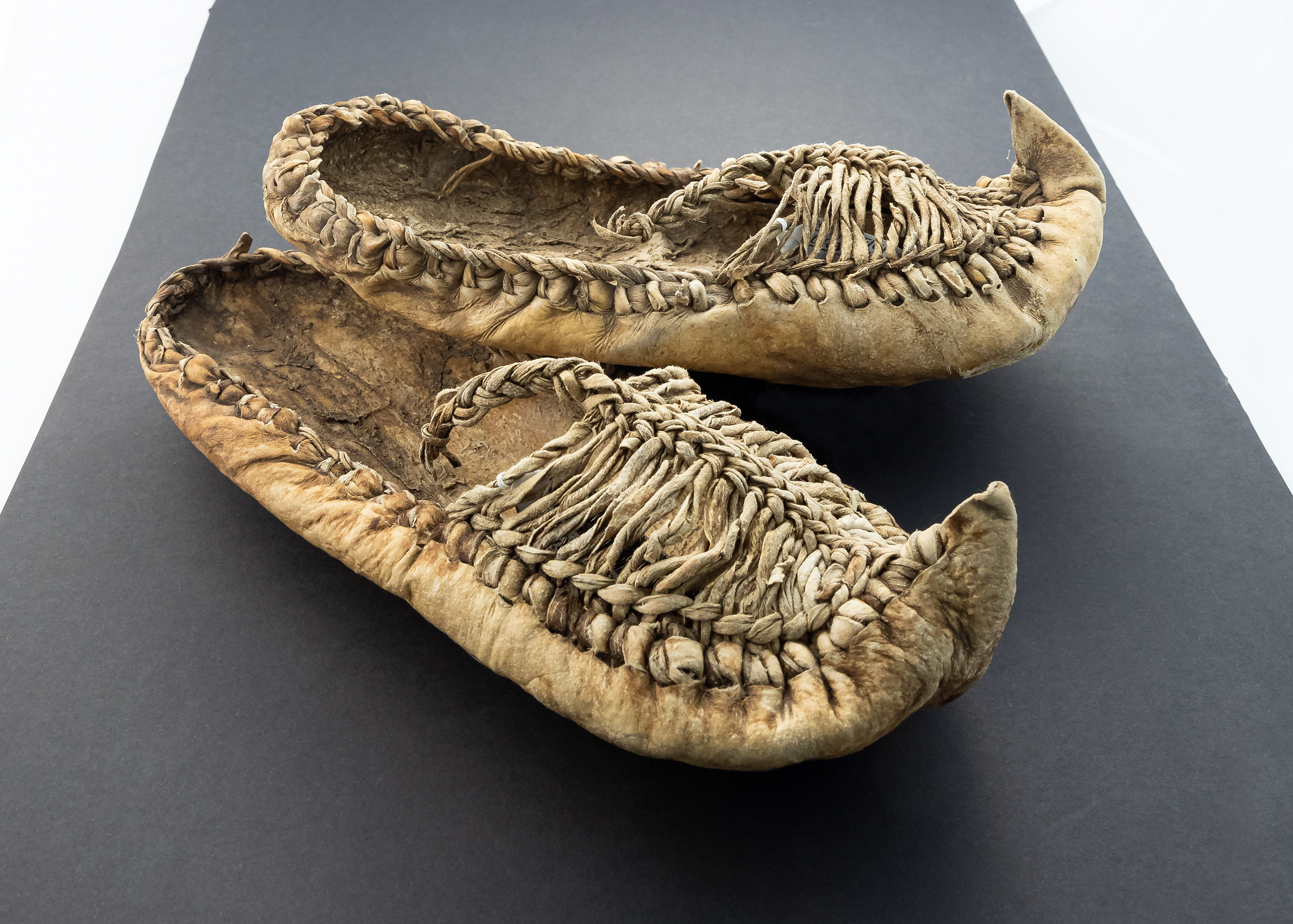
Flechtlinge aus Dalmatien, ca. 1900

Opanken werden mit mehreren langen Riemen um die Knöchel gebunden oder mit einem Riemen und Schnalle am Fuß befestigt. Man trägt sie über Strümpfen oder Fußlappen, niemals barfuß. Sie werden aus gegerbtem und ungegerbtem Leder (Rohhaut) aller Nutztiere (Schwein, Rind, Schaf, Ziege, Pferd, Büffel) von traditionellen Handwerkern gefertigt.

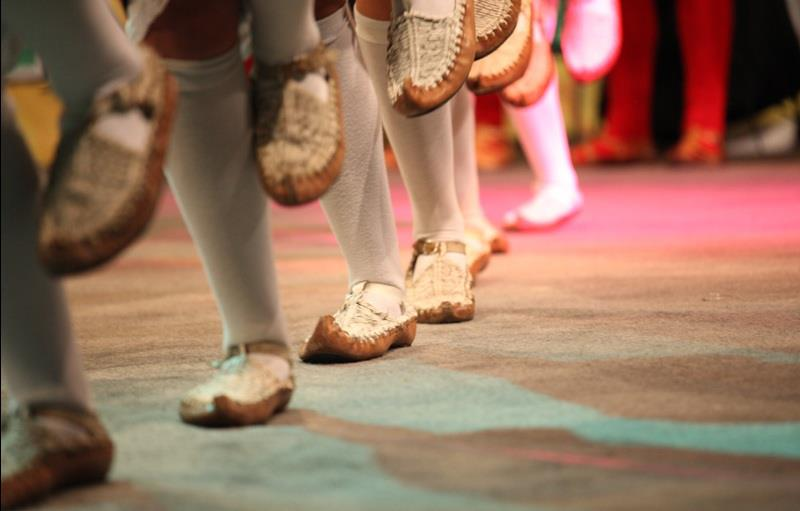
Opanken einer serbischen Folkloregruppe

Es gibt zwei Hauptarten von Opanken: 1. "Flechtlinge" (pletenjaci), deren Oberteil aus mehreren dünnen Lederriemen geflochten ist, sowie 2. "Kapperer" (kapičari) deren Oberteil aus einem Stück Leder, dem sog. Käppchen, besteht. Daneben gibt es zahlreiche Unterarten.
Flechtlinge werden in Lika, Dalmatien, Bosnien und Herzegowina getragen (oputaši, prepletaši, presukaši), daneben die serbischen Opanken mit einem charakteristischen Schnabel, Zagreber pletenjaci, Syrmische šiljkaši, Bacskaer sabranice. Kapperer werden in Sarajevo (kapičar), Karlovac (prejičar), Sisak (petaš) und Jasenovac (kapičar) getragen. In Slowenien und im nordwestlichen Kroatien (Zagorje) werden hingegen traditionellerweise Stiefel getragen.

## Sonstiges
Opanken sind gelegentlich Gegenstand literarischer Erzählungen (z. B. Opanci dida Vidurine [Die Opanken Großvater Vidurinas] von Mile Budak).